# Unfolded Protein Response

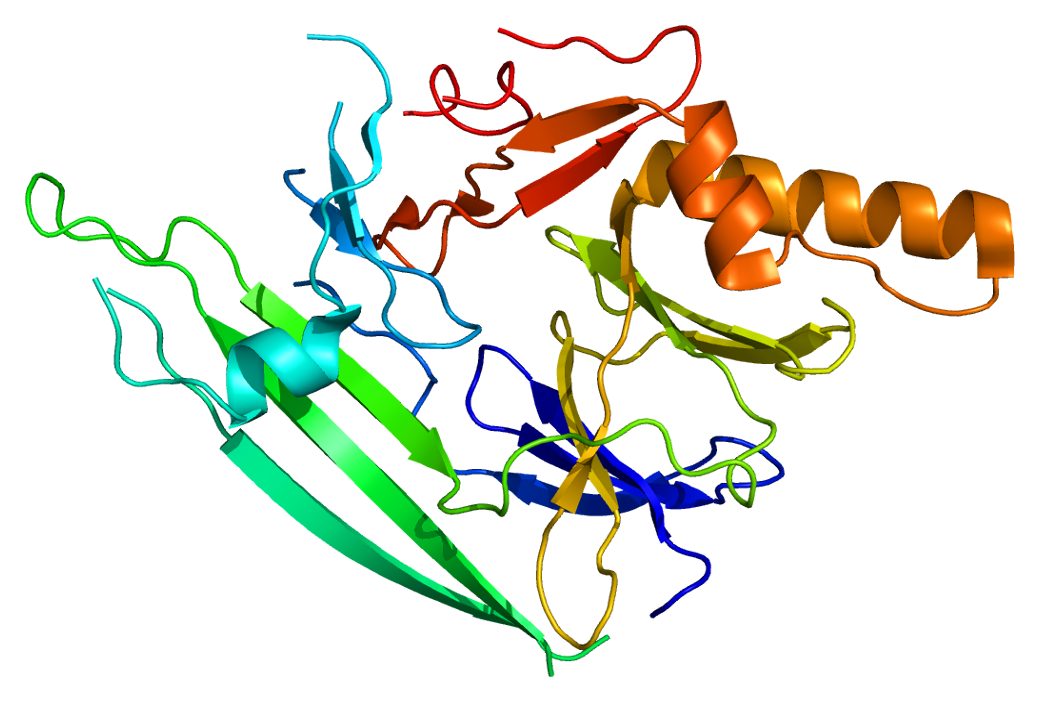
Struktur des Enzyms Ire1, eines zentralen Regulators der Unfolded Protein Response

Als Unfolded Protein Response (UPR, dt. ungefaltete Protein-Antwort oder Antwort auf ungefaltete Proteine) wird in der Biologie eine komplexe Reaktion von Zellen auf Stress bezeichnet, der durch die Ansammlung von Proteinen mit fehlerhafter Faltung im endoplasmatischen Retikulum (ER) entsteht.
Ziel der UPR ist die Wiederherstellung der normalen Zellfunktion durch die selektive Unterdrückung von Translationsprozessen, durch den Abbau der falsch gefalteten Proteine und durch die Aktivierung von Signalwegen zur verstärkten Synthese von Chaperonen, welche für eine korrekte Proteinfaltung notwendig sind. Sollten diese Reaktionen nicht innerhalb einer bestimmten Zeit effektiv sein oder die Stresssituation bestehen bleiben, führt die UPR zum programmierten Zelltod durch Apoptose. Eine zentrale Rolle für die Regulation der UPR spielen die Proteinkinasen Ire1 (Inositol-requiring Enzyme 1) und PERK (Protein Kinase RNA-like Endoplasmic Reticulum Kinase) sowie der Transkriptionsfaktor ATF6 (Activating Transcription Factor 6). Diese drei Proteine fungieren als Sensoren, die ER-Stress durch fehlerhafte Proteinfaltung erkennen und über verschiedene Signalketten die Funktionen der UPR steuern.
Die UPR ist ein aus evolutionärer Sicht hoch konservierter und in den Zellen aller Eukaryoten ausgeprägter Teil der Proteinqualitätskontrolle. Erstmals beschrieben wurde sie 1988 durch Joseph Sambrook und seine Frau Mary-Jane Gething am Southwestern Medical Center der University of Texas. Störungen der UPR spielen möglicherweise bei verschiedenen neurodegenerativen Krankheiten wie Morbus Alzheimer und Morbus Parkinson, bei Stoffwechselstörungen wie Diabetes mellitus und Adipositas sowie bei Krebserkrankungen eine Rolle.
Neben der UPR im ER ist eine unabhängige "Unfolded Protein Response" in Mitochondrien beschrieben worden (mtUPR). Die Charakterisierung erfolgte hauptsächlich in dem Fadenwurm C. elegans, viele der Komponenten sind jedoch konserviert und auch im humanen System aktiv. Die mtUPR wird durch mitochondriale Dysfunktion ausgelöst und schützt die Zelle durch metabolische Adaption und mitochondriale Biogenese. Eine gestörte mtUPR wird mit altersassoziierten Krankheiten in Verbindung gebracht.